# Журинский, Альфред Наумович
Альфре́д Нау́мович Жури́нский (14 декабря 1938, Харьков — 28 сентября 1991, Москва) — советский лингвист, кандидат филологических наук. Автор трудов по африканистике, социолингвистике, фольклористике, семиотике; инициатор московских олимпиад по лингвистике для школьников и автор большого числа лингвистических задач.

## Биография
Родился в 1938 году в Харькове, детство провёл в Казахстане.
Учился на механико-математическом факультете МГУ и на филологическом факультете Дальневосточного государственного университета (Владивосток); поступил на филологический факультет МГУ после образования Отделения теоретической и прикладной лингвистики, которое окончил в 1966 году. Работал в секторе африканских языков Института языкознания АН СССР (1967—1991). Кандидатская диссертация «Взаимодействие европейских и местных языков в Африке» (1985).
Первая жена М. А. Журинская
Второй.брак - с Т.Ю.Кобзаревой. Сын Яков Журинский (1974 г. рожд.)

## Вклад в науку
Научные интересы А. Н. Журинского были необычайно разнообразны (от морфологии языков банту до поэзии Иннокентия Анненского); наиболее значительные его публикации посвящены социолингвистическим проблемам Африки и анализу текстов загадок. Однако в историю российской лингвистики он вошёл прежде всего как один из главных организаторов олимпиад по лингвистике для школьников и изобретатель жанра олимпиадных задач по лингвистике. Именно А. Н. Журинскому принадлежит идея «игрового» использования жанра самодостаточной лингвистической задачи, который впервые возник у американских дескриптивистов, а на русской почве был разработан А. А. Зализняком. А. Н. Журинский (тогда студент 4 курса) подготовил и почти все задачи первой лингвистической олимпиады 1965 года. В дальнейшем, вплоть до конца жизни, он оставался одним из самых активных участников олимпиадной деятельности, придумывая новые типы задач и постоянно экспериментируя с задачным материалом. В том своеобразном обаянии, которое окружало первые московские олимпиады по лингвистике, был немалый вклад и яркой личности А. Н. Журинского. Задачи, сочинённые А. Н. Журинским (вместе с его комментариями), собраны в нескольких посмертных изданиях, подготовленных, главным образом, усилиями Е. В. Муравенко.

### Одна из первых задач, сочинённых А. Н. Журинским
Ниже зашифрована фраза на русском языке:
Шыр-пир ю пяпюжгы зэлэмъгый гёсрыг,

фёд гяг, фёд гяг, зэлэмъгый гёсрыг.

Расшифруйте эту фразу.

## Основные публикации
- Семантическая структура загадки: Неметафорические преобразования смысла. М.: Наука, 1989.
- Слово, буква, число: Обсуждение самодостаточных лингвистических задач с разбором ста образцов жанра. М.: Наука, 1993.
- Лингвистика в задачах: Условия, решения, комментарии / Сост. Е. В. Муравенко. М.: Индрик, 1995.
- Загадки народов Востока: Систематизированное собрание. М.: ОГИ, 2007. — ISBN 978-5-94282-175-3

### Некоторые цитаты
Среди лингвистов его поколения мало кто был столь независим. Он мог бросить почти готовую работу, если терял к ней интерес (из-за этого надолго задержалось получение им кандидатской степени), но мог днями и ночами размышлять над проблемами, заведомо безнадёжными для оформления в публикацию, или консультировать «чужого» аспиранта из африканской страны. Поиск научной истины, удовольствие от самого процесса работы были для него важнее всего. Но увы, слишком многое из найденного и замеченного им А. Н. Журинский не успел изложить и сформулировать в законченном виде, его публикации не дают полного представления о его потенциале.— В. М. Алпатов

Он вёл себя всегда естественно — «по природе», а не «по договору». Он чуждался чужого. Не шёл с ним на контакты и компромиссы. Его нельзя себе представить в официальных контекстах. Лицо его не было обращено к лицу государства. Он занимался тем, что его вдохновляло. Он общался с теми, кто был ему близок. Он любил стихи и музыку за их тайну. Он изучал языки таинственной Африки, в которой ему не случилось побывать. Он ушёл из жизни молодым — неожиданно и необъяснимо, оставив книги, задачи и загадки, среди них — загадку своей судьбы.— Н. Д. Арутюнова